# 奥尔科费利诺
奥尔科费利诺（義大利語：Orco Feglino），是意大利萨沃纳省的一个市镇。总面积17.72平方公里，人口893人，人口密度50.4人/平方公里（2009年）。ISTAT代码为009044。